# بوريس غونزاليس
بوريس غونزاليس (بالإسبانية: Boris González)‏ (22 مايو 1980 بتالكا في تشيلي - ) هو لاعب كرة قدم تشيلي في مركز الوسط. شارك مع منتخب تشيلي لكرة القدم. أما مع النوادي، فقد لعب مع كولو-كولو ونادي أونيفرسيداد كاتوليكا وكوريكو يونيدو وديبورتيس أنتوفاغاستا ونادي كوبريلوا ورينجرز دي تالكا.

## وصلات خارجية
- بوريس غونزاليس على موقع قاعدة بيانات كرة القدم.إي يو (الإنجليزية)
- بوريس غونزاليس على موقع ناشيونال فوتبول تيمز (الإنجليزية)
- بوريس غونزاليس على موقع AS.com (الإسبانية)